# 乙酰丙酮钇
乙酰丙酮钇是一种配位化合物，化学式为Y(C5H7O2)3，或简写为Y(acac)3，它的不稳定常数（logYn）分别为2.08、3.81和4.98（对应n=1, 2, 3）。它可由三烷氧基钇或三[二(三甲基硅基)氨基]钇和乙酰丙酮反应制得。它热分解可以得到氧化钇。